# Sojuz 5
Sojuz 5 (ryska: Союз-5) var en flygning i det sovjetiska rymdprogrammet. Farkosten sköts upp från Kosmodromen i Bajkonur med en Sojuz-raket den 15 januari 1969.
Sojuz 5 dockade med Sojuz 4 och Aleksej Jelisejev och Jevgenij Chrunov gjorde en rymdpromenad från Sojuz 5 till Sojuz 4.
Farkosten återinträdde i jordens atmosfär och landade i Sovjetunionen den 18 januari 1969 med endast Boris V. Volynov ombord.